# Tony Marchi
Anthony Vittorio „Tony“ Marchi (* 21. Januar 1933 in Edmonton; † 15. März 2022 in Chelmsford) war ein englischer Fußballspieler. Als Außenläufer, der auf beiden Seiten eingesetzt werden konnte, war er von 1950 bis 1965 – abgesehen von einem zweijährigen Italien-Aufenthalt zwischen 1957 und 1959 – für Tottenham Hotspur aktiv. Dort galt er zu Beginn der 1960er als „erster Ersatzspieler“ in einem Team, das 1961 das „Double“ aus englischer Meisterschaft und FA Cup gewann. Höhepunkt war für ihn seine Teilnahme am siegreichen Finale 1963 des Europapokals der Pokalsieger.

## Sportlicher Werdegang
Marchi war bereits als Jugendlicher ein vielversprechendes Talent, das einige Auswahlmannschaften durchlief. Im Juli 1948 schloss er sich dann auf Amateurbasis Tottenham Hotspur an und nach Einsätzen in der Reservemannschaft debütierte er im April 1950 gegen Grimsby Town (1:2) für den damaligen Zweitligisten, dem in dieser Saison 1949/50 die Rückkehr als Zweitligameister in die höchste englische Spielklasse gelang. Gut drei Monate nach seinem Einstand beförderten ihn die „Spurs“ in den Profikader. Groß gewachsen und mit einer guten physischen Präsenz ausgestattet, bot sich der Neuling auf beiden Außenläuferpositionen an. Da jedoch Trainer Arthur Rowe dort auf das Tandem aus Bill Nicholson und Ron Burgess vertraute, musste sich Marchi lange in Geduld üben. Nach dem Weggang von Burgess musste er sich dann noch mit dem erfahreneren Colin Brittan messen, aber während der Spielzeit 1954/55 mauserte er sich schließlich zum Stammspieler. Als Teil eines Umbaus der in die Jahre gekommenen 1951er Meistermannschaft unter Rowes Nachfolger Jimmy Anderson war Marchi ein neuer Schlüsselspieler, der solide Verlässlichkeit, Führungsstärke und Ruhe ausstrahlte. Nahezu folgerichtig wurde er zum Mannschaftskapitän befördert und in dieser Rolle führte er sein Team in der Saison 1956/57 zum Vizetitel – im selben Jahr bestritt er im Februar 1957 eine Partie für die englische B-Nationalmannschaft gegen Schottland. Die Zeichen standen auf eine lange Karriere in Tottenham für den damals erst 24-Jährigen, aber eine plötzliche Offerte aus Italien änderte im Sommer die Vorzeichen. Juventus Turin bot dabei nicht nur eine Ablösesumme von 42.000 Pfund, sondern auch Marchi die Gelegenheit, sich in dem Heimatland seines Vaters einen Namen zu machen. Tottenham ließ sich in den Vertrag eine Klausel einbauen, die dem Verein ein Erstkaufsrecht für den Fall eines Rückverkaufs außerhalb Italiens ermöglichte.
Bei Juve kam Marchi nie zum Einsatz. Dies lag an der restriktiven Behandlung von ausländischen Spielern in Italien. Zwar hatte man dort kurz zuvor den Einsatz von Nicht-Italienern erlaubt, aber Turin hatte noch den Waliser John Charles verpflichtet und so wurde Marchi umgehend weiterverliehen – zunächst an Lanerossi Vicenza und danach an den AC Turin. In dem eher dürftigen Team von Lanerossi wusste der Neuzugang durchaus mit seinen Leistungen zu überzeugen und es stand gar ein Einsatz in der italienischen Nationalmannschaft zur Debatte, der jedoch durch seine Partie für die englische B-Auswahl im Keim erstickt wurde. Nach insgesamt zwei Jahren wollte Marchi nach England zurückkehren und besonders der FC Arsenal, der ihn bereits zu Schülerzeiten im Auge gehabt hatte, zeigte sich interessiert. Die Spurs bestanden jedoch auf ihr vertraglich zugesichertes Rückkaufrecht und so kehrte Marchi im Juli 1959 für 20.000 Pfund zu seinem Ex-Klub zurück, der mittlerweile von Ex-Mitspieler Nicholson trainiert wurde. Da Dave Mackay auf der linken Seite gesetzt war, schien Marchi Vorteile im Duell mit dem bereits 33-jährigen Danny Blanchflower zu haben. Dieser jedoch erlebte seinen „zweiten Frühling“ und war ein entscheidender Mann für Tottenham, das 1961 das Double aus englischer Meisterschaft und FA Cup gewann. Marchi kam dabei im Pokal überhaupt nicht und in der Liga nur sechsmal zum Zuge, was nicht für eine offizielle Medaille genügte. Er galt in dieser Zeit als „erster Ersatzspieler“ in der Mannschaft, aber seine Perspektive besserte sich in der Folgezeit, als der „Zahn der Zeit“ nun doch langsam an Blanchflower nagte und sich Mackay einen zweifachen Beinbruch erlitt. Er wurde gut in der Hälfte der Spiele eingesetzt, aber zur erfolgreichen Titelverteidigung 1962 im FA Cup trug er erneut nichts bei. Sein großer Moment war dann als Ersatz für Mackay im 1963er Endspiel des europäischen Pokalsiegerwettbewerbs gegen Atlético Madrid, das die Spurs deutlich mit 5:1 gewannen.
Als Blanchflower seine Karriere schließlich beendete, setzte Nicholson auf einen Umbau mit jüngeren Spielern, zu denen beispielsweise Phil Beal und Alan Mullery gehörten. Nach Mackays Genesung verließ Marchi Tottenham im Juni 1965. Er ließ seine Laufbahn fortan als Spielertrainer bei Cambridge City in der Southern League ausklingen, die er 1966/67 erstmals in der Vereinsgeschichte in die erste Hauptrunde des FA Cups führte. In der Saison 1967/68 war er Cheftrainer des Drittligisten Northampton Town, sein Vertrag wurde aber bereits nach einem Jahr nach einer Platzierung im unteren Tabellendrittel vereinsseitig nicht verlängert. Von 1970 bis 1972 war er Trainer bei den Heybridge Swifts, später für zehn Jahre beim örtlichen Klub Maldon St Mary’s.
Im Anschluss an seine Fußballerlaufbahn war Marchi in Maldon sesshaft, spielte für den lokalen Klub Cricket und verdiente seinen Lebensunterhalt als Betreiber eines Tapetengeschäfts. Er verstarb 89-jährig im März 2022 in einem Krankenhaus in Chelmsford.

## Titel/Auszeichnungen
- Europapokal der Pokalsieger (1): 1963